# Tellina compressissima
Tellina compressissima is een tweekleppigensoort uit de familie van de Tellinidae. De wetenschappelijke naam van de soort is voor het eerst geldig gepubliceerd in 1869 door Sowerby.